# Ulrich Lehmann (Paläontologe)
Ulrich Walter Franz Lehmann (* 7. März 1916 in Hamberge, Kreis Stormarn; † 6. April 2003) war ein deutscher Paläontologe.

## Leben
Lehmann war der Sohn eines Pastors und wuchs in Eckernförde auf. Er wollte Forstbeamter werden, studierte nach dem damals obligatorischen Arbeitsdienst aber ab 1935 Geographie und Geschichte zunächst an der Universität Jena und dann an der Humboldt-Universität zu Berlin zusätzlich Philosophie und Anglistik. Eine Vorlesung von Hans Stille brachte ihn aber zur Geologie. Nach einer Reise als Schiffsjunge in den Fernen Osten studierte er ab 1937 Geologie in Königsberg, Baton Rouge und ab 1938 in Göttingen (bei Walter Schriel, Carl W. Correns, Friedrich Drescher-Kaden, Hermann Schmidt, Othenio Abel, Otto Sickenberg, Gustav Angenheister). Nach Wehrdienst 1939/40 in Frankreich, aus dem er wegen Hörproblemen entlassen wurde, wurde er 1941 mit einer Arbeit über fossile Auerochsen in Göttingen promoviert. 1944 habilitierte er sich bei Karl Beurlen in München in Paläontologie mit einer Arbeit über Mastodonten. Nach dem Krieg kartierte er zunächst ab 1948 für das Institut für Landesplanung in Göttingen. Er wurde 1951 Assistent von Otto H. Schindewolf und Privatdozent an der Eberhard Karls Universität Tübingen und war ab 1953 Kustos am Geologischen Staatsinstitut Hamburg. Nach einer Gastdozentur 1957/58 an der Southern Illinois University war er ab 1958 außerplanmäßiger Professor an der Universität Hamburg, wo er 1966 Wissenschaftlicher Rat und Professor wurde und 1970 Abteilungsdirektor und Professor. 1970 bis 1974 war er Geschäftsführender Direktor des Geologisch-Paläontologischen Instituts. 1981 wurde er emeritiert.
Lehmann befasste sich speziell mit Säugetierfossilien und Ammoniten. Er ist für einige Standardwerke in der Paläontologie bekannt. Sein Ammoniten-Buch mit Hillmer und sein Lehrbuch der Wirbellosen-Paläontologie erschienen auch in englischer Übersetzung. Außer in Europa sammelte er in Libyen und Spitzbergen, wo er nach fossilen Säugern suchen wollte, die eine von ihm vermutete Landbrücke von Nordamerika nach Nordeuropa im Paläogen bestätigen sollten. 1978 reiste er zu Studienzwecken nach Japan, Australien, Neuseeland und Bangladesch.
Er bestätigte 1966 an Eleganticeras den Sexualdimorphismus von Ammoniten (mit im Allgemeinen größeren Weibchen), vorher (1962/63) schon von John Callomon und Henryk Makowski entdeckt, und er erkannte, dass der bis dahin als Gehäusedeckel aufgefasste Aptychus der Kieferapparat der Ammoniten war. Indem er systematisch die Fossilien zerlegte (was da mit Zerstörung verbunden früher ungern geschah) identifizierte er die Raspelzunge (Radula), Augen, Kiemen und andere anatomische Details.
1991 wurde er Ehrenmitglied der Paläontologischen Gesellschaft und er war Ehrenmitglied der Österreichischen Geologischen Gesellschaft.
1945 heiratete er Elfriede Thiele, mit der er zwei Söhne und eine Tochter hatte.

## Schriften
- Ammoniten, ihr Leben und ihre Umwelt, Enke 1976, 2. Auflage 1987
- mit Gero Hillmer: Wirbellose Tiere der Vorzeit: Leitfaden der systematischen Paläontologie der Invertebraten. Spektrum Akademischer Verlag, 4. Auflage 1997, ISBN 3-432-90654-4 (zuerst 1980 Enke Verlag)
- Paläontologisches Wörterbuch. Stuttgart: Schweizerbartsche Verlagsbuchhandlung, 4. Auflage 1996, ISBN 3-432-83574-4 (zuerst Enke Verlag 1964)
- Entwicklung des Lebens, Hannover, Jaeger 1982

| Personendaten    | Personendaten                                     |
| ---------------- | ------------------------------------------------- |
| NAME             | Lehmann, Ulrich                                   |
| ALTERNATIVNAMEN  | Lehmann, Ulrich Walter Franz (vollständiger Name) |
| KURZBESCHREIBUNG | deutscher Paläontologe                            |
| GEBURTSDATUM     | 7. März 1916                                      |
| GEBURTSORT       | Hamberge                                          |
| STERBEDATUM      | 6. April 2003                                     |